# Överste Brännvin
Äkta Örebro Överste Brännvin är ett sött, kumminkryddat brännvin.

## Historik
Brännvinets kryddning komponerades ursprungligen av översten Hugo Jacob Hamilton, som åren 1881–1893 var chef för Kongl. Lifregementets husarcorps på Sannahed nära Örebro. Hamilton lät Örebro Spritförsäljningsbolag destillera brännvinet åt honom personligen. Så länge han levde tilläts ingen annan köpa brännvinet, men efter hans död 1896 har det sålts till konsumenter under namnet Överste Brännvin. 1917 grundades Vin & Sprit AB som då tog över tillverkningen efter Örebro Spritförsäljningsbolag.

## Ägarbyte, nedläggning och återlansering
Vin & Sprit AB sålde rättigheten till tillverkning av drycken 2008 till den franska spritkoncernen Pernod Ricard. I samband med detta avvecklade Pernod Ricard märket Överste Brännvin, vilket därmed försvann från marknaden under ett decennium. 2018 återlanserades Överste Brännvin dock av det nybildade lokala bolaget Örebrobrännvin AB, vilket förvärvat recept och rättigheter från Pernod Ricard. Bakom det nya bolaget står bland andra Einar Lyth, Carl-Jan Granqvist och Sigvard Marjasin. Själva produktionen görs av Svensk Absint AB i Glanshammar.